# Anger (Gemeinde Bad Hofgastein)
Anger ist eine Rotte und eine Ortschaft in der Marktgemeinde Bad Hofgastein im österreichischen Bundesland Salzburg.

## Geografie
Die Rotte Anger liegt am Ausgang des Angertals auf einer Höhe von 860 m ü. A. Sie ist durch den Angerbach im Süden vom Nachbardorf Lafen getrennt. Oberhalb der Siedlung verläuft die Strecke der Tauernbahn über die Angerschluchtbrücke.
Zu Ortschaft Anger gehören die Dörfer Dietersdorf und Hundsdorf, die Rotten Anger, Kreuzbichl und Nesslach, das Weitmoserschlössl, die Einzelhöfe Hochberg, Jungerstube, Lackenbauer und Rieser, die Jagdhütten Angerhütte und Antoniushütte, die Schihütte Hamburger Hütte sowie die Almen Feldinghütte, Hartlhütte, Rettenwandalm, Rockfeldalm, Schattbachalm, Schloß-Hochalm und Schockgüter. Die Ortschaft umfasst 395 Adressen (Stand: 1. April 2020) und hat 1275 Einwohner (Stand: 1. Jänner 2025). Sie liegt in der Katastralgemeinde Vorderschneeberg.

## Geschichte
Ein Brand am Stummeranwesen in Anger am 20. Mai 1872 griff auf weitere Gehöfte über. Letztlich wurde fünf Höfe zerstört.
Das Gasteinertal war im Sommer 1933 von mehrmaligen Unwetterkatastrophen mit schwerem Hagel, Überschwemmungen und Vermurungen betroffen. Dabei wurden die Ernte vernichtet und Sachschäden an Gebäuden verursacht. So richtete etwa Hagel am 19. August 1933 in Anger, Gadaunern, Vorderschneeberg, Weinetsberg und Wieden schwere Schäden an.

## Kultur und Sehenswürdigkeiten
Die alte Angerschluchtbrücke der Tauernbahn am Ausgang des Angertals steht unter Denkmalschutz. An den steilen Berghängen befinden sich einige bemerkenswerte Bauernhöfe, darunter das Aslgut (Aselgut) und das Simmer-Lipp-Gut, die beide vermutlich auf das 17. Jahrhundert zurückgehen.
Zu den in Anger aktiven zahlreichen Krampus-Gruppen („Passen“) des Gasteinertals zählen (mit Gründungsjahr in Klammern): der Schneeberg-Pass (1980), der Bergkristall-Pass (1986), der Angeralm-Pass (1993), der Rachkögei-Pass (1996), der Schloss-Pass (1997), der Anger-Pass (2003), der Durz-Pass (2003), der Nösslach-Pass (2009), der Klämpferer-Pass (2010) und der Werkstatt-Pass (2010).

## Infrastruktur
Am östlichen Ortsrand von Anger verläuft die Landesstraße B167. Die Siedlung ist über die Bushaltestellen Bad Hofgastein Anger, Bad Hofgastein Angerweg und Bad Hofgastein Angerweg/Abzw Dorngasse an den öffentlichen Verkehr angeschlossen. Die Mountainbikestrecken Angertal-Runde, Gadaunerer Hochalmen, Schattbachalm und Stubnerkogel Gipfel führen durch den Ort.